# Escut de Castellterçol
L'escut oficial de Castellterçol té el següent blasonament:
Escut caironat: d'atzur, un castell obert d'or sobremuntat de 3 sols d'or malordenats. Per timbre una corona mural de vila.

## Història
Va ser aprovat el 2 de maig del 1988 i es va publicar al DOGC el 15 de juny del mateix any amb el número 1005.
El conjunt del castell i els tres sols, castell-tres-sols, és un senyal parlant.